# Parafia Narodzenia Najświętszej Maryi Panny w Piasecznie
Parafia Narodzenia Najświętszej Maryi Panny w Piasecznie – parafia rzymskokatolicka w dekanacie Gniew w diecezji pelplińskiej.